# Station Głuchołazy Zdrój
Station Głuchołazy Zdrój is een spoorwegstation in de Poolse plaats Głuchołazy.